# Hugues de Magnac
Hugues ou Hue de Magnac ou de Manhac, mort le 11 août 1412, est évêque de Saint-Flour de 1396 à 1404 puis évêque de Limoges jusqu'à sa mort en 1412.

## Biographie
Fils de Pierre, l'un des meilleurs chevaliers de son temps qui fut échanson de Charles V, et de Marie de Chaussecourte, Hugues de Magnac est un neveu d'Aymeric de Magnac, évêque de Paris et cardinal. 
Il est désigné par une bulle du pape Benoît XIII publiée le 12 juillet 1396 pour remplir la chaire épiscopale de Haute-Auvergne. Le 3 juin suivant, il se rend dans le cloître de la cathédrale, et donne lecture de la bulle du pape. Deux mois plus tard, la cathédrale s'effondre. Le prélat arrive sur les lieux et fait un très court séjour qui lui permet à peine de se rendre compte du désastre. En janvier, il repart pour Paris où l'appellent ses charges judiciaires et civiles. Il est immédiatement en conflit avec les représentants de l'autorité communale. Le relèvement de la partie écroulée lui parait une demi-mesure inacceptable. Il dresse le plan de la nouvelle cathédrale et prend la direction de la maîtrise supérieure. L'élégance sobre et pure de l'édifice n'est pas indigne d'un élève de Guy de Dammartin, l'un des plus célèbres architectes sous Charles V. 
Il est nommé évêque de Limoges en 1404 et le reste jusqu'à sa mort en 1412.